# Pedro de Grimarest
Pedro Legallois de Grimarest y Oller (Peñíscola, 1764 - Manila, 12 de febrero de 1841) fue un militar español.

## Biografía
Pedro Legallois de Grimarest era hijo del Mariscal de Campo José Antonio Legallois de Grimarest, de los hábitos de San Juan y de Alcántara. El 7 de julio de 1777, cuando aún no tenía más que doce años de edad, ingresó como Caballero Cadete en el Regimiento de Infantería de Asturias, del cual fue nombrado Subteniente de Bandera el 29 de octubre de 1779. Desempeñó el cargo de Maestro de Cadetes desde 1782 hasta que en agosto de 1785 ascendió a Teniente, y hubo de marchar a Marruecos a llevar unos regalos del Rey de España para el Sultán.
En 1787 fue nombrado Ayudante del Regimiento de Infantería de Asturias. Obtuvo en 1789 el grado de Capitán, y en 1790 pasó a Orán, donde se le dio el mando de la 7.ª Compañía del primer Batallón de su Regimiento. Se distinguió al año siguiente durante el sitio que a dicha plaza pusieron los moros.

### Guerra de la Convención
Tomó después activa parte en la guerra contra la República francesa, operando por Navarra, Guipúzcoa y Aragón, con el destino de Ayudante Mayor General. En las inmediaciones de Urdax (el 30 de junio de 1794), con sólo 130 soldados de su mando, quitó a sus enemigos más de dos mil cabezas de ganado, sosteniendo un combate en el que, a pesar de llegar a verse rodeado por cuadruplicadas fuerzas francesas, logró salvar su gente y su presa, con singular arrojo y serenidad.
También se distinguió en la acción de Lescun (4 de setiembre de 1794), en la cual salvó una pieza de Artillería y más de 400 soldados de distintos cuerpos que, por cansados los unos y heridos los otros, se habían separado del grueso del Ejército y estuvieron expuestos a caer prisioneros. El 4 de setiembre de 1795 se le concedió el grado de Teniente Coronel, y cuando se firmó la paz, marchó de guarnición a Ceuta.

### Guerras napoleónicas
Fue nombrado Sargento Mayor del Regimiento de Infantería de Burgos el 20 de junio de 1800 y asistió al año siguiente a la campaña de Portugal con el destino de primer Ayudante General de Estado-Mayor. En 1802 fue nombrado Secretario de la Junta de Generales de América. El 16 de febrero de 1803 pasó a mandar el tercer Batallón del Regimiento de Infantería de Extremadura. Obtuvo el grado de coronel el 5 de mayo de aquel mismo año, y el 25 de mayo del siguiente fue nombrado comandante general de las provincias internas orientales de Nueva España, e Inspector de los Tercios españoles de Infantería y Caballería de Texas. A su frente embarcó formando parte de la expedición a la Martinica en 1805, y habiendo sido herido gravemente en el Combate de Finisterre (en el que por causa de ello cayó prisionero de los ingleses) fue ascendido a Brigadier el 9 de noviembre de 1805.

### Guerra de la Independencia
En el año de 1808 el Brigadier Grimarest fue de los primeros en promover la guerra de la Independencia. Hizo frente en Villanueva a una columna de mil franceses en la batalla de Bailén, se distinguió como tercer jefe de las tropas del General Castaños, y después de contribuir a la victoria en esta batalla peleó contra el Ejército de Vedel, obteniendo por sus méritos la faja de Mariscal de Campo que le fue concedida con fecha de 11 de agosto de 1808.
El General Grimarest entró en Navarra el día 1 de octubre de aquel mismo año al frente de una División y operó ventajosamente contra el General francés Moncey. Cubrió después la retirada del Ejército español a la provincia de Cuenca. En Alhama salvó de una derrota a las tropas que mandaba el General Francisco Venegas; y se distinguió en Santa Cruz de la Zarza, donde se le dispersó la División que iba mandando; pero de la cual pudo reunir (casi sin municiones) unos 800 hombres. A su cabeza rechazó varios ataques de la División de Bessieres, la cual trató de cortar el paso a todo el Ejército español, no pudiendo conseguirlo gracias a la actuación del General Grimarest, por lo que Bessieres se vio obligado a retroceder y repasar el río Tajo.
Hallándose luego Grimarest en Cuenca, en enero de 1809 le ordenó el Duque del Infantado que relevase al General Venegas, que mandaba la vanguardia. Ya le encontró derrotado antes de llegar a Uclés, pero se detuvo allí hasta el día siguiente para recoger dispersos, logrando así salvar unos 200 infantes y 400 caballos con cuya fuerza se incorporó en Chinchilla al grueso del Ejército, con el que pasó a la Mancha y del que fue nombrado Mayor General de la Infantería y Caballería.
Aunque por falta de salud y por haber ido a presentar a la Junta Central unos proyectos de campos volantes no pudo asistir a la acción de Ciudad Real, llegó a marchas forzadas a Santa Elena el 31 de marzo de 1809. Al día siguiente le destinó el Conde de Cartojal a defender las cordilleras del Puerto del Rey, el paso por Despeñaperros y el collado de los Jardines, y para animar la tropa y abastecer la Caballería del Ejército español, sacó de la Mancha más de dos mil fanegas de cebada.
El 9 de abril de 1809, por orden del General en Jefe del Ejército de Andalucía y la Mancha, salió el General Grimarest a operar (al frente de una División) contra los franceses que ocupaban la Mancha, a quienes logró vencer el día 28 de mayo de dicho año en Valdepeñas, causándoles 400 bajas, cogiéndoles caballos, armas y pertrechos de guerra, salvando gran número de efectos y alhajas de Iglesia que en un carro conducían a su cuartel General. De resultas de aquella victoria del General Grimarest, hubo de repasar el Guadiana el General francés Sebastiani, hostilizado constantemente por los españoles, llegando éstos hasta Aranjuez, donde se apoderaron de las yeguadas de la Casa Real.
En el mes de junio de 1809 ordenó la Junta Central al General Grimarest pasar a Écija (Sevilla) para encargarse del mando y organización del Ejército de Reserva, en cuyo destino cesó a fines de aquel mismo año. Cuando en enero de 1810 rompieron, al fin, los franceses las líneas españolas por Sierra Morena, el General Grimarest pidió en vano que se le permitiera adelantarse a hacerles frente, y aunque se le dejó en Écija con sólo unos sesenta hombres (escasos de municiones), con ellos y con otros tantos caballos que pudo reunir se volvió a distinguir entreteniendo al General francés Víctor durante tres días, con lo cual dio lugar a que el Ejército español del Duque de Albuquerque llegase antes que su enemigo a la Isla de León.
El Consejo de Regencia destinó, en marzo de 1810, al General Grimarest al Ejército del General Blake; desempeñó varias comisiones en Mallorca, y a principios de 1811 pasó a Menorca con el cargo de Gobernador Militar y Político de dicha isla y Corregidor de su capital. Allí consiguió, en breve, apaciguar el estado de agitación en que se hallaba el país, y evitó una peligrosa ruptura con los argelinos. Por Real Orden de 14 de febrero de 1812 pasó a Cádiz el General Grimarest, a quién se confirió el mando del Condado de Niebla, logrando, con poca gente, acabar con las correrías de los franceses. Cerca de Valverde del Camino (con solo dos compañías de infantería, una guerrilla de dicha arma y otra de la de caballería) batió a los franceses en número de quinientos caballos y doscientos infantes, e impidió que el enemigo pudiera retirar artillería y municiones de boca y guerra.
A fines de agosto de 1812 se confirió al General Grimarest el Gobierno Militar y Político de Sevilla, y en 2 de febrero de 1813 pasó a ejercer el Gobierno y Comandancia General de la plaza de Ceuta. El 8 de agosto de 1818 fue agraciado con la Gran Gruz de la Real y Militar Orden de San Hermenegildo y el 16 de setiembre de 1819 fue nombrado Gobernador de la Ciudadela de Barcelona. 

### Revolución de 1820
El viernes 10 de marzo de 1820, la multitud se echa a la calle en Barcelona. El general Castaños, Capitán General de Cataluña, es destituido y al proclamarse la Constitución de Cádiz, evitó que la jurase la tropa que tenía a sus órdenes en aquella fortaleza, por lo que fue destituido e incluso se atentó contra su vida. Finalmente, fue enviado en situación de cuartel a Andalucía.
Al llegar entonces a Sevilla el general Grimarest fue reducido a prisión y condenado a muerte por su oposición a la Constitución de 1812. Consiguió fugarse, emigró a Francia y volvió luego a España con el Ejército aliado —los llamados Cien Mil Hijos de San Luis— que mandaba el Príncipe de Angulema.

### Gobierno absolutista
La Regencia del Reino confirió en mayo de 1823 la Inspección General de las Milicias Provinciales al Mariscal de Campo Pedro Legallois de Grimarest, que fue promovido a Teniente General a fines de aquel mismo año. En aquel momento contaba ya con dos escudos de distinción, con las medallas de la batalla de Alhama y de la retirada del Ejército del Duque de Albuquerque, con la Cruz de 1.ª clase de Fidelidad Militar y con la Cruz honorífica de Fidelidad. Tenía además el título de Académico de honor de la Real Academia de Nobles Artes de San Luis, de Zaragoza, y era socio supernumerario de la Sociedad de Amigos del país, de Aragón.
El Teniente General Grimarest ejerció en 1824 los cargos de Capitán General de Aragón y Presidente de la Real Audiencia de Zaragoza. Mandó también las tropas de Guipúzcoa, y el 12 de julio de 1827 fue nombrado Subinspector de los voluntarios realistas de Andalucía, cuyo alto cargo ejerció ya hasta que en 1832 fue destituido a causa de su adhesión al entonces Infante de España Carlos María Isidro de Borbón.
Poco después fue preso el General Grimarest, al mismo tiempo que Miguel de Otal, Ministro del Supremo Consejo de Castilla; Luis de Lemus, Corregidor de Lorca; Simón Manso, Conde del Prado, Brigadier y Gentil-hombre de Su Majestad; Juan José Marcó de Pont, Intendente de Ejército; Ignacio Negri, Conde de Negri, y Brigadier y Gentil-hombre de Su Majestad; y Mariano Novoa, Coronel.

### Primera Guerra Carlista y deportación
Por su compromiso con el carlismo el Teniente General Pedro de Grimarest fue exhonerado de sus grados y condecoraciones y confinado a Santander, primeramente, y luego a La Coruña. Don Carlos encargó el 27 de marzo de 1834 a Grimarest y al Arzobispo de Santiago de Compostela Fray Rafael Vélez la organización de una Junta Gubernativa carlista de Galicia, cosa que hicieron, pero al enterarse de ello el Gobierno liberal, deportó al General Grimarest a las Islas Marianas, donde se le tuvo en completo aislamiento durante dos años. Después le permitieron vivir en Manila, donde falleció en 1841.